# Gaspare Cassaro
Gaspare Cassaro (Licata, 16 ottobre 1948) è un fumettista italiano.

## Biografia
Insieme al fratello gemello Gaetano Cassaro studiò all'Accademia di Firenze per poi esordire sempre insieme a lui nel 1975 realizzando una prima storia a fumetto, "Betty Queen", per l'Editrice Universo;successivamente hanno realizzato alcune storie per le riviste a fumetti Lanciostory e Full della Sergio Bonelli; negli anni ottanta hanno quindi iniziato una lunga collaborazione con quest'ultimo editore per il quale hanno disegnato le serie Bella & Bronco e Martin Mystère. Senza il fratello ha disegnato la serie "Ricky" per Il Giornalino e Gordon Link per la Editoriale Dardo, oltre ad alcune storie con personaggi della Disney per Topolino negli anni novanta.